# Terentiivka (Novoselivka), Poltava
Terentiivka (în ucraineană Терентіївка) este un sat în comuna Novoselivka din raionul Poltava, regiunea Poltava, Ucraina.

## Demografie
Componența lingvistică a localității Terentiivka
     Ucraineană (94,56%)
     Rusă (5,15%)
Conform recensământului din 2001, majoritatea populației localității Terentiivka era vorbitoare de ucraineană (94,56%), existând în minoritate și vorbitori de rusă (5,15%).